# Rictocystis jensenae
Rictocystis jensenae is een zee-egel uit de familie Pourtalesiidae.
De wetenschappelijke naam van de soort werd in 1996 gepubliceerd door Alexander Mironov.